# Dicranum tenuifolium
Dicranum tenuifolium là một loài Rêu trong họ Dicranaceae. Loài này được (Brid.) P. Beauv. mô tả khoa học đầu tiên năm 1805.